# Веласко, Мансуэто
Мансуэ́то Вела́ско-мла́дший (англ. Mansueto Velasco Jr.; род. 10 января 1974) — филиппинский боксёр и комик из города Баго, Западный Негрос, Филиппины. Соревновался в мужской первой наилегчайшей весовой категории на летних Олимпийских играх 1996 в Атланте, завоевав серебряную медаль, единственную медаль Филиппин на всех Олимпийских играх 1996. Является младшим братом Роэля Веласко, получившего бронзовую медаль на летних Олимпийских играх 1992, также выступая в первой наилегчайшей весовой категории. До этого Веласко-младший стал одним из трёх филиппинских боксёров, которые завоевали золотые медали на летних Азиатских играх 1994, проходивших в Хиросиме, Япония.

## Телевизионная карьера
Позже он сделал успешную карьеру в качестве комика, появившись в нескольких сериалах филиппинского телеканала ABS-CBN. После стал появляться и в других комедийных сериалах.